# Svarttjärnen (Lits socken, Jämtland, 702285-147669)
Svarttjärnen är en sjö i Östersunds kommun i Jämtland och ingår i Indalsälvens huvudavrinningsområde.